# آلفرد چستربیتی
سر آلفرد چستربیتی (۱۸۷۵–۱۹۶۸ م)- به انگلیسی: :Alfred_Chester_Beatty از ثروتمندان اروپایی قرن ۲۰ و مؤسس کتابخانه چستربیتی در ایرلند بود.

## زندگی‌نامه
آلفرد اصالتاً ایرلندی بود ولی در سال ۱۸۷۵در نیویورک آمریکا زاده شد؛ ولی در سال ۱۹۳۳ تابعیت انگلیسی گرفت. در دانشگاه کلمبیا درس خواند و به سبب به دست آوردن ثروتی ابنوه از طریق تجارت مس به سلطان مس مشهور شد. وی مسافرت‌هایی نیز به خاورنزدیک داشته‌است.
وی در سال ۱۹۶۸م درگذشت.

## علاقه‌های فرهنگی
چستربیتی به خرید و فروش کتب خطی به خصوص کتب اسلامی علاقه داشت و کتابخانه ای را بنیان نهاد که چند هزار نسخه اسلامی دارد.